# Сім'ятицький повіт
Сім'ятицький повіт (пол. powiat siemiatycki) — один з 14 земських повітів Підляського воєводства Польщі.
Утворений 1 січня 1999 року в результаті адміністративної реформи.

## Загальні дані
Адміністративний центр — місто Сім'ятичі.
Станом на 1.01.2008 населення становить 47 998 осіб, площа 1459,46 км².

## Демографія
Демографічні дані повіту станом на 30.06.2005:
|       | Всього | Всього | Жінки  | Жінки | Чоловіки | Чоловіки |
| ----- | ------ | ------ | ------ | ----- | -------- | -------- |
|       | осіб   | %      | осіб   | %     | осіб     | %        |
| Повіт | 49 006 | 100    | 24 811 | 50,6  | 24 195   | 49,4     |
| Міста | 17 309 | 100    | 8985   | 51,9  | 8324     | 48,1     |
| Села  | 31 697 | 100    | 15 826 | 49,9  | 15 871   | 50,1     |